# Lindmania argentea
Espèce
Classification phylogénétique
Synonymes
- Cottendorfia argentea (L.B.Sm.) L.B.Sm., 1960

Lindmania argentea est une espèce de plantes de la famille des Bromeliaceae, endémique du Venezuela.

## Répartition
L'espèce est endémique de l'État de Bolívar au Venezuela.

## Systématique
Le nom valide complet (avec auteur) de ce taxon est Lindmania argentea (L.B.Sm., 1957).
La description de cette espèce a été faite par Lyman Bradford Smith dans une publication dirigée par Bassett Maguire et John Julius Wurdack (d).

### Synonymes
- Cottendorfia argentea (L.B.Sm.) L.B.Sm.[1]

### Publication originale
- (en + la) Bassett Maguire et John J. Wurdack, « The Botany of the Guayana Highland--Part II », Memoirs of the New York Botanical Garden, Bronx et Cham, NYBG, NYBG Press (d) et Springer Nature, vol. 9, no 3,‎ 23 mai 1957, p. 235-392 (ISSN 0077-8931 et 2662-2858, OCLC 1760027, BNF 40011802, lire en ligne).